# Stridsvagn 122
Pour les articles homonymes, voir Stridsvagn.
Stridsvagn signifie simplement en suédois « voiture de combat ». Le Stridsvagn 122 (Strv 122) est la deuxième version du char d'assaut d'origine allemande Léopard 2 achetée par l'armée suédoise. Celle-ci, qui possédait déjà 160 chars Léopard 2 A4 sous la dénomination Stridsvagn 121 (Strv 121), a acheté  120 Stridsvagnar 122, basés sur le Léopard 2 Improved, tous livrés. 
Contrairement à la version du Léopard 2 sur laquelle il est basé (Léopard 2 A5), le Strv 122 peut tirer des munitions suédoises et israéliennes, et possède un blindage renforcé vis-à-vis des projectiles tombant d'en haut. D'abord baptisée 2 I, puis 2 S  par le constructeur Krauss-Maffei Wehrtechnik, cette dernière version a été proposée à l'exportation sous la dénomination de 2A6ex.

## Historique
Lors de sa mise en service en décembre 1996, le Strv 122 était présenté comme le char le plus avancé au monde. La Suède l'a choisi après avoir essayé le Leopard 2, le char américain M1A2 Abrams de General Dynamics Land Systems, le char Leclerc de Giat Industries et le Challenger 2 de Vickers Defense Systems. 

## Utilisateurs
Il est en dotation au sein de régiment Skaraborg et du régiment Norrbotten et en Ukraine par la 21e brigade mécanisée.

## Caractéristiques

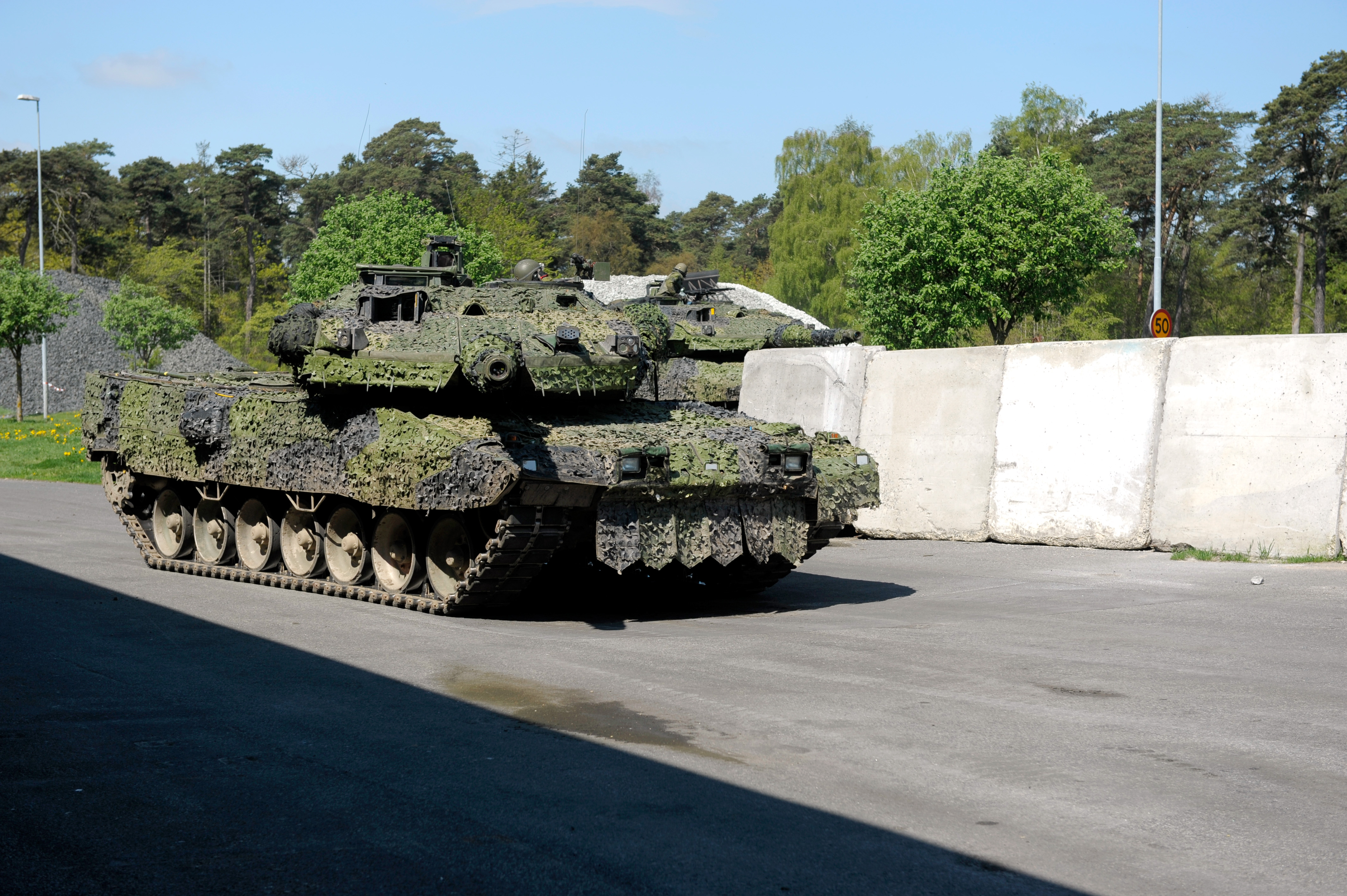
Un Stridsvagn 122 équipé de filets de camouflage en 2010.

### Dimensions
9,97 m de longueur de y compris le canon tourné vers l'avant, 7,93 m pour le véhicule seul.

### Performances
Vitesse72 km/h en marche avant, 31 km/h en marche arrière.
Autonomie470 km (à 50 km/h sur route), 150 km (à 25 km/h hors route) garde au sol 0,53 m  en marche avant, 0,49 m  en marche arrière.
Pente maximale30 degrés.
Dévers maximum16 degrés.
Obstacle vertical1,1 m.
Fossé3,1 m. Gué 1,4 m. Aucune submersion.
Contenance en carburant1160 litres.

### Armement

#### Canon
Calibre120 mm Type L 44 à âme lisse.
MécanismeVertikalkil.
Longueur du tube à feu5300 mm.
Masse4 290 kg.

#### Munitions
- Slpprj 95  (Spårljuspansarprojektil = obus-flèche traceur),
- Slövnprj 95   (Spårljusövningsprojektil = obus-flèche traceur d'exercice),
- Slsgr 95   (Spårljusspränggranat = obus traceur explosif),
- Slövngr 95   (Spårljusövningsgranat = obus traceur d'exercice).

Mise à feuélectrique.
Débattement-9° à +20° vers l'avant  sur 210°, 0 à +3° vers l'arrière (sur 150°).
FabricantsRheinmetall W & M GmbH et Bofors

#### Mitrailleuses de toit et coaxiale
Calibre : 7,62x51 mm OTAN, modèle KSPm 94 (MG3A1).
1. Mitrailleuse de toit : -10° à +75° de débattement en hauteur,  360° sur les côtés.
2. Mitrailleuse coaxiale : -9° à +20° sur 210° vers l'avant, 0 à +3° vers l'arrière (150°).

#### Batterie fumigène
Calibre80,5 mm
Type/ModèleGalix 2x4
Emplacement4 tubes de chaque côté de la tourelle.
Fonctionnementmise à feu électrique du côté droit, du gauche ou des deux à la fois.
Effetbrouille la signature visuelle et infrarouge.
Couverturesur 120° à 40 m  en visuel, à 15 m en infrarouge.
FabricantGiat Industries.

### Équipement

#### Système électrique
Tension nominale24 V continu
Génératrice20 kW
6 Batteries de 12V, 145 Ah

#### Électro-optique
TCCS (Tactical Command & Control System)
Fabricant : Celsius Tech Systems AB

##### amplificateur d'image du conducteur
- Modèle : AN/VVS-STRV122
- Génération : II
- Champ de vision : 44° horizontal,  35° vertical.
- Fabricant : Northrop Grumman Electro-Optical Systems

##### Système de visée du tireur
Modèle : EMES 15
- Viseur diurne

Grossissement3x /12x
Champ de visionà grossissement 3, 20 degrés ; à grossissement 12, 5 degrés
FabricantSTN ATLAS (en) Elektronik GmbH
- Viseur infrarouge (IR) – vision nocturne

ModèleWBG-X
Grossissement4x/12x
Champ de vision (grossissement 4)14,25 degrés horizontalement, 7,12 degrés verticalement.
Champ de vision (grossissement 12)4,75 degrés horizontalement, 2,37 degrés verticalement.
FabricantZeiss Optronik GmbH
- Télémètre

TypeLaser
ModèleCE628
Distances mesurables200 à 9 990 m
Distances calculables par l'ordinateur200 à 4 000 m
Précision+/- 5 m
FabricantZeiss Optronik GmbH
- Viseur de réserve

ModèleFERO-Z18
Grossissement8x
Champ de vision10 degrés
FabricantHensoldt Systemtechnik GmbH

##### Système de visée du chef de char
(périscope et écran moniteur).

Modèle :  PERI-R 17 A2
- Visée diurne

Champ de braquagepériscope -13° à +20° verticalement, 360° horizontalement.
Grossissement2x/8x
Champ de vision (grossissement 2)27 degrés
Champ de vision (grossissement 8)7,2 degrés
- Visée infrarouge

Grossissements : 4x/12x/24x
Champ de vision (grossissement  4)15° horizontalement, 7,5° verticalement.
Champ de vision (grossissement 12)4,4° horizontalement, 2,2° verticalement.
Champ de vision (grossissement 24)2,2° horizontalement, 1,1° verticalement?
- Écran (moniteur)

Peut montrer ce que voit le tireur par transfert d'image CCD.
 
Fabricant : STN ATLAS Elektronik GmbH & Zeiss Optronik GmbH

#### Communications

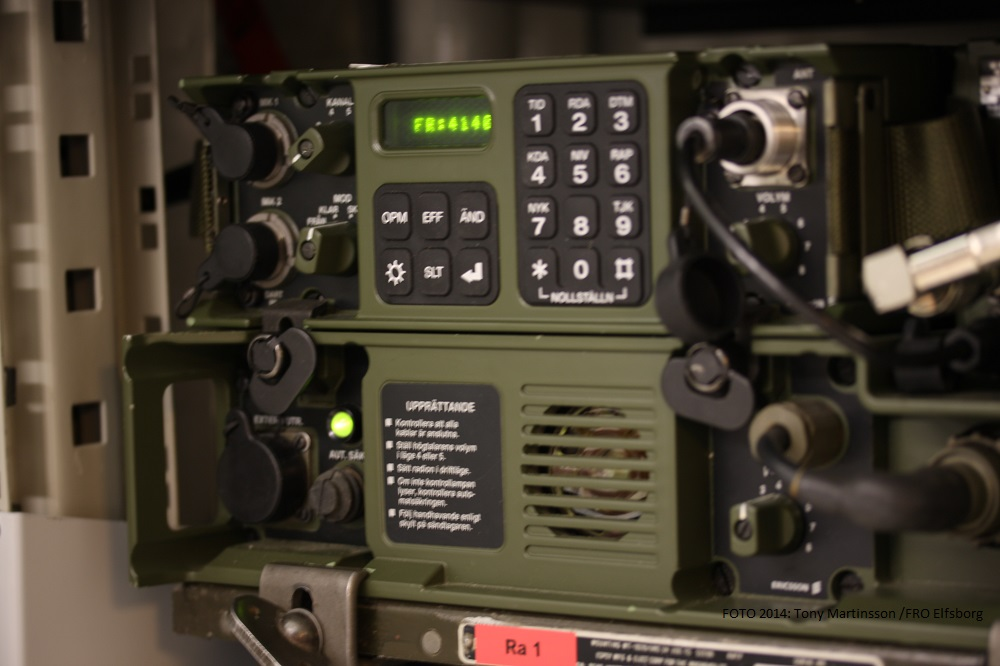
Radio RA-180.

- 4 radios modèle RA-180
- 1 radio modèle Minnesladdare 180
- 1 intercom : LTS 90

### Caisse
Matière : acier pour blindages.
Épaisseur : confidentielle.
Fabricant   tourelle : Bofors,  châssis : Alvis Hägglunds AB

#### Moteur
- Type : 12 cylindres en V,
- Diesel 4 temps multicarburant avec double turbocompresseur.
- Modèle : MTU MB 873 Ka-501.
- Cylindrée : 47,6 litres (47 600 cm3).
- Puissance : 1 100 kW (1 500 ch) à 2 600 tr/min.
- Masse : 6 120 kg.
- Rapport puissance/masse : 14,8 W/kg  (20,2 ch/t).
- Couple maximum : 4 800 N m.
- Consommation de carburant : 2,3 L/km (sur route à 50 km/h), 4,9 L/km (hors route à 25 km/h), 12,5 L/h (au ralenti).

#### Boîte de vitesses
- Type : mécanique à changement automatique avec marche avant/arrière, synchronisation et freins à disque.
- Modèle : HSWL 354
- Nombre de rapports : 4 vers l'avant, 2 vers l'arrière.
- Plage des rapports : 1 à 6
- Constructeur : RENK AG

#### Suspension
- Type : Galets de roulement avec barres de torsion et amortisseurs à lamelles.
- Chenille avec patins amovibles.
- Largeur de chenille : 635 mm.
- Pression au sol : 9,4 N/cm2.
- Nombre de maillons par chenille : 82.
- Modèle : 570 FT.
- Fabricant : Diehl Remscheid GmbH.

### Autres  caractéristiques
Munitions embarquées  42 + 1 obus de 120 mm, 4 750 cartouches de 7,62x51. 16 pots fumigènes de 80 mm, 4 grenades à main. Extincteurs : automatiques ; compartiment moteurs 4 tubes au halon, cabine de combat 4 tubes au halon plus un extincteur à main. Protection NBC : système à surpression et triple filtrage. Protection IR : Saab Barracuda MCS. 
Nombre de chars en service auprès du Ministère de la Défense suédois : 120.  Prix unitaire : 50-60 millions de couronnes (skr). Fournisseur principal : Krauss-Maffei Wegmann GmbH.  Coût d'exploitation :  1 million de skr/an, 1400 skr/km pour l'entretien et le carburant.

### Modernisation
Un programme de modernisation de quatre-vingt huit unité a été engagé pour terminer en 2023.